# 劉休業
鄱阳哀王劉休業（445年—456年5月8日），名不詳，字休業，以字行，刘宋宗室，宋文帝劉义隆第十五子。

## 母
董美人，宋文帝的妃嫔，封为美人，元嘉二十二年（445年）生劉休業。

## 生平
宋孝武帝孝建二年七月癸巳（455年8月2日），封鄱阳王，食邑二千户。孝建三年闰三月癸酉（456年5月8日），劉休業去世，年十二岁，谥哀，追赠太常。

## 嗣子
大明六年（462年），以山阳王劉休祐次子刘士弘嗣封鄱阳王，出继劉休業。宋明帝泰始七年（471年），刘士弘被废，国除。

## 引用
1. ↑  《宋書·孝武帝紀》：冬十月丁巳，以山陽王休祐子士弘繼鄱陽哀王休業。